# 田辺高額
田辺 高額（たなべ の たかぬか、生没年不詳）は奈良時代の官人。姓は史。官位は参河守・外従五位下。

## 出自
田辺史氏については、『日本書紀』巻第十四に雄略天皇9年7月の話として、誉田山古墳（応神天皇陵）にまつわる田辺伯孫の物語があげられており、同様の物語が『新撰姓氏録』「左京皇別」にも現れている。『弘仁私記序』にも、田辺史氏が皇別の上毛野公と同祖とすることが述べられているが、この観念が生まれたのは、後述の天平勝宝2年（3月の記述によるのではないか、とされており、田辺史は本来は渡来系氏族ではなかったのかという説もある。

## 経歴
聖武朝後期の天平17年（745年）路野上・太徳足・鴨石角・楢原東人らとともに、正六位上より外従五位下に叙せられる。同年9月4日、秦前大魚の後任の参河守に任じられている。
以降の記録は存在していないが、田辺史氏は、天平勝宝2年（750年）3月、田辺難波らが上毛野君の氏姓を与えられており、この時まで健在ならば上毛野氏を名乗っていたことになる。

## 官歴
『続日本紀』による。
- 時期不詳：正六位上
- 天平17年（745年）正月7日：外従五位下。9月4日：参河守
- 天平勝宝2年（750年）3月10日：田辺史から上毛野君に改氏姓？